# Erna de Vries
Erna de Vries, née Erna Korn le 21 octobre 1923 à Kaiserslautern et morte le 24 octobre 2021 dans la Samtgemeinde Lathen (arrondissement du Pays de l'Ems), est une survivante allemande et témoin de la Shoah.
La commune de Lathen a honoré Erna de Vries de la Légion d'honneur pour ses services, tandis que la république fédérale d'Allemagne lui a décerné l'Ordre du Mérite en 2014.

## Biographie

### Enfance
Née en 1923, Erna Korn est la fille unique de Jakob Korn, un protestant, et Jeannette Löwenstein, une juive,. Selon les lois de Nuremberg, elle est alors considérée comme une demi-juive. Ses parents dirigent une entreprise de transport routier et Erna grandit dans une relative stabilité financière. Après la mort de son père en 1931, sa mère prend en charge l'entreprise familiale mais elle est forcée de la céder en 1933, après l'accession de Hitler au pouvoir.
Élève d'un lycée géré par des nonnes franciscaines, elle doit le quitter en 1937 car sa mère préfère économiser les frais scolaires en cas de coup dur. Erna De Vries rejoint alors la classe créée spécialement pour les élèves juifs au lycée public de Kaiserslautern. Après avoir obtenu son diplôme, elle doit abandonner son idée de faire des études de médecine et commence à la place un apprentissage de couturière dans la fabrique d'un ami de ses parents.
Le 9 novembre 1938 a lieu la Nuit de Cristal, un immense pogrom ayant eu lieu dans toute le Troisième Reich. Il n'atteint Kaiserslautern qu'au matin du 10 novembre et la famille Korn est mise au courant par un de leurs anciens employés des événements. Erna de Vries part travailler comme d'habitude mais en pleine journée, tous les employés sont mis en ligne et il est demandé au personnel juif de faire un pas en avant ; elle décide de rester dans le rang. « J'ai aussi remarqué que ma mère était sans défense, comme presque tous les Juifs, et qu'elle ne pouvait plus m'aider. À partir de ce moment-là, je ne suis plus venue la voir avec mes petits soucis (...). » , raconte Erna de Vries plus tard. De retour à la maison, sa mère et elle vont trouver refuge dans le cimetière chrétien où est enterré son père tandis que leur maison est vandalisée.
Peu avant la guerre, Erna de Vries part à Cologne débuter un apprentissage en tant que gouvernante dans une maison de repos juive pendant un an. Rêvant toujours de devenir médecin, elle demande plusieurs fois à entrer comme infirmière au Israelitisches Asyl, un grand hôpital juif, ce qui finit par lui être accordé par la matrone en 1941.
C'est à cette époque — alors que le premier convoi de Juifs de Kaiserslautern vient d'être déporté vers Auschwitz via le camp de Gurs —  qu'elle se rend compte qu'elle risque d'être séparée de sa mère. Alors qu'elle est repartie à Kaiserslautern auprès de sa mère dans le but de continuer son apprentissage tout en restant près de cette dernière, Erna de Vries découvre que le Israelitisches Asyl a été démantelé et que tout le personnel ainsi que les patients ont été envoyés au fort de Müngersdof, un camp de transit. Elle fait alors une demande d'apprentissage dans un hôpital à Francfort mais elle l'annule car sa mère refuse de quitter Kaiserslautern. En août 1942, cet hôpital est finalement lui aussi démantelé et son personnel et ses patients déportés.
Le matin du 6 juillet 1943, elle apprend par un voisin que sa mère est sur le point d'être arrêtée et déportée. Erna de Vries rentre le plus vite possible chez elle et réclame à être emmenée avec sa mère jusqu'à la prison de Sarrebruck bien qu'elle ne soit pas sur les listes. Elle raconte : « C'est ainsi que ma mère et moi avons fini à la prison de Sarrebruck. Elle était malheureuse que je sois venue avec elle. Mais je m'en fichais (...), je voulais être avec ma mère". » Deux jours plus tard, on lui annonce que sa mère Jeannette va être envoyée à Auschwitz. Ayant écouté la BBC — bien que ça soit interdit en Allemagne à cette époque —, elle sait ce que cela signifie. Après avoir récupéré quelques affaires, elle rejoint sa mère à la gare.
Le 23 juillet 1943, les deux femmes arrivent à Auschwitz et sont mises en quarantaine pour quatre semaines en extérieur. Erna de Vries reçoit le numéro 50 462. Peu abreuvées et nourries de pelures de pommes de terre bouillies, elles entrent finalement dans le camp au bout d'un mois et sont envoyées dans un kommando de travail où elles passent leurs journées les pieds dans l'eau. À cause des poux, Erna de Vries développe des fibroses. Lors de la sélection du 15 septembre 1943, ses plaies sont découvertes et elle est envoyée au block 25, considéré comme l'antichambre des chambres à gaz du camp : « J'avais un vœu, je voulais revoir le soleil. J'ai cru qu'en voyant le soleil, rien ne pouvait m'arriver [...] et j'ai vu le soleil. » Le jour de l'envoi à la chambre, elle est sortie du rang car un transport vers Ravensbrück vient d'être affrété pour elle et 83 autres prisonnières demi-juives.
Erna de Vries quitte alors Auschwitz, où elle laisse derrière elle sa mère. Elle sait qu'elle ne la reverra plus jamais et considère que ce fut le « jour de sa vie ». Elle retrouve une autre prisonnière qu'elle avait rencontrée à Auschwitz. Celle-ci, travaillant aux cuisines, lui offre des rations supplémentaires de pain pour la remettre sur pied. Elle ne commence à travailler dans l'usine Siemens qu'en 1944. Au printemps, elle apprend par d'autres déportées que sa mère a été tuée le 8 novembre 1943.
Face à l'avancée des troupes alliées, Erna de Vries est mise dans une marche de la mort en direction du nord de l'Allemagne, qui dure huit jours. Les prisonnières sont finalement libérées par l'armée américaine aux abords de Mittenburg. Refusant d'être envoyée dans un camp pour personnes déplacées, elle est prise en charge par un fermier qui l'embauche comme cuisinière.
En octobre 1945, elle traverse la frontière britannico-soviétique et retourne à Cologne chez sa famille. Là, elle rencontre Josef de Vries — un ancien déporté juif ayant été emprisonné à Neuengamme, Sachsenhausen et Auschwitz —, qu'elle épouse en 1947 et avec qui elle déménage à Lathen. Ils ont trois enfants et six petits-enfants.

### Après la guerre
Pour réaliser le souhait de sa mère, qui lui a dit avant de mourir « Tu survivras et tu nous diras ce qu'ils nous ont fait », Erna De Vries témoigne dans les écoles à partir de 1998 et donne des conférences. En 1998, elle enregistre son témoignage pour le United States Holocaust Memorial Museum.
En février 2016, Erna de Vries s'est rendue à Detmold à l'âge de 92 ans pour témoigner contre l'ancien SS Reinhold Hanning, âgé de 94 ans, qui travaillait comme gardien à Auschwitz.
En 2019, elle est l'une des dernières survivante de la Shoah encore en vie. Le 12 février 2020, elle fait sa dernière apparition publique pour raconter son histoire dans une ancienne église protestante d'Emlichheim.

## Distinctions
- Ordre du Mérite de la République fédérale d'Allemagne[12]
- Une stolpersteine à son nom est apposée devant le Friedenstraße 30 à Kaiserslautern juste à côté de celle de sa mère[20].

## Œuvre
- (de) Der Auftrag meiner Mutter: Eine Überlebende der Shoah erzählt, Metropol Verlag, 2011 (ISBN 978-3863310455).